# Eucheuma
Genre
Eucheuma est un genre d’algues rouges, mais qui peut prendre une couleur brune, rouge ou verte. Les espèces d’Eucheuma sont utilisées dans la production de carraghénanes, un ingrédient contenu dans les cosmétiques, ou utilisé dans la transformation des aliments, ainsi qu’une source de nourriture pour les gens en Indonésie et aux Philippines.
Eucheuma cottonii, cultivée aux Philippines,  est une espèce connue sous le nom de guso,. Les autres espèces de guso comprennent Betaphycus gelatinae, Eucheuma denticulatum et plusieurs espèces du genre Kappaphycus, y compris Kappaphycus alvarezii. Depuis le milieu des années 1970, Kappaphycus et Eucheuma ont été les sources principales de l’expansion de l’industrie des carraghénanes.
Bien que commercialement importantes, les espèces d'Eucheuma sont difficiles à identifier sans l’aide d’un examen scientifique approfondi, car différentes espèces peuvent avoir des morphologies similaires. Quelque dix-huit à vingt espèces relèvent à elles seules du genre Eucheuma, représenté par les groupes Cottoniformia, Gelatiformia, et Anaxiferae.

## Distribution

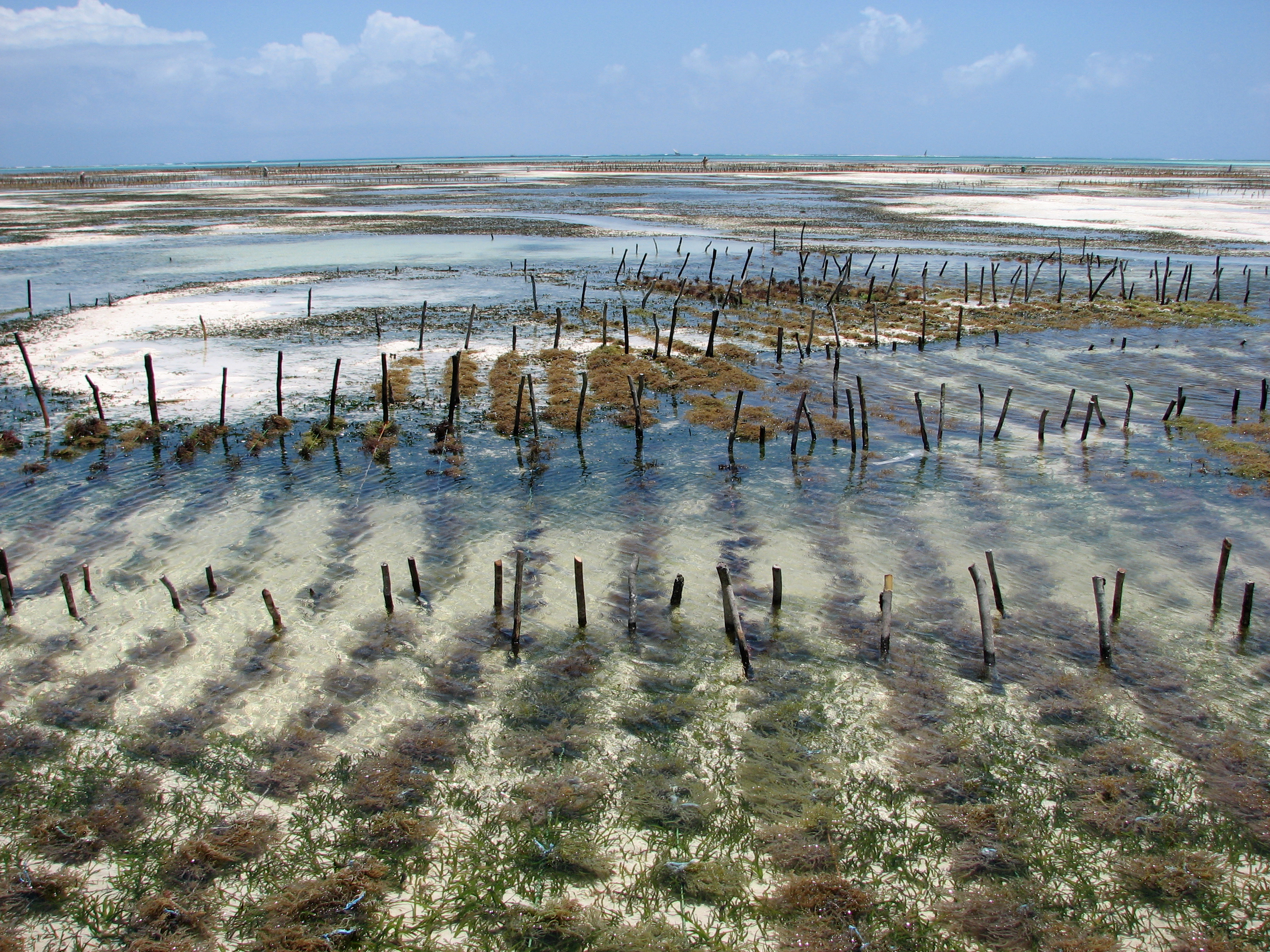
Ferme d’Eucheuma, Tanzanie

Les populations d’Eucheuma se trouvent naturellement à 20 degrés de part et d’autre de l’équateur dans la région Indo-Pacifique, et sont plus concentrés en Asie du Sud-Est. On peut trouver quelques espèces sur l’Île Lord Howe et au sud-ouest de l’Australie.
En tant que culture commerciale, Eucheuma a depuis été distribuée dans de nombreuses régions éloignées de leurs habitats naturels d’origine, y compris le Japon, Hawaï et les nations insulaires du Pacifique Sud.

## Habitat et biologie

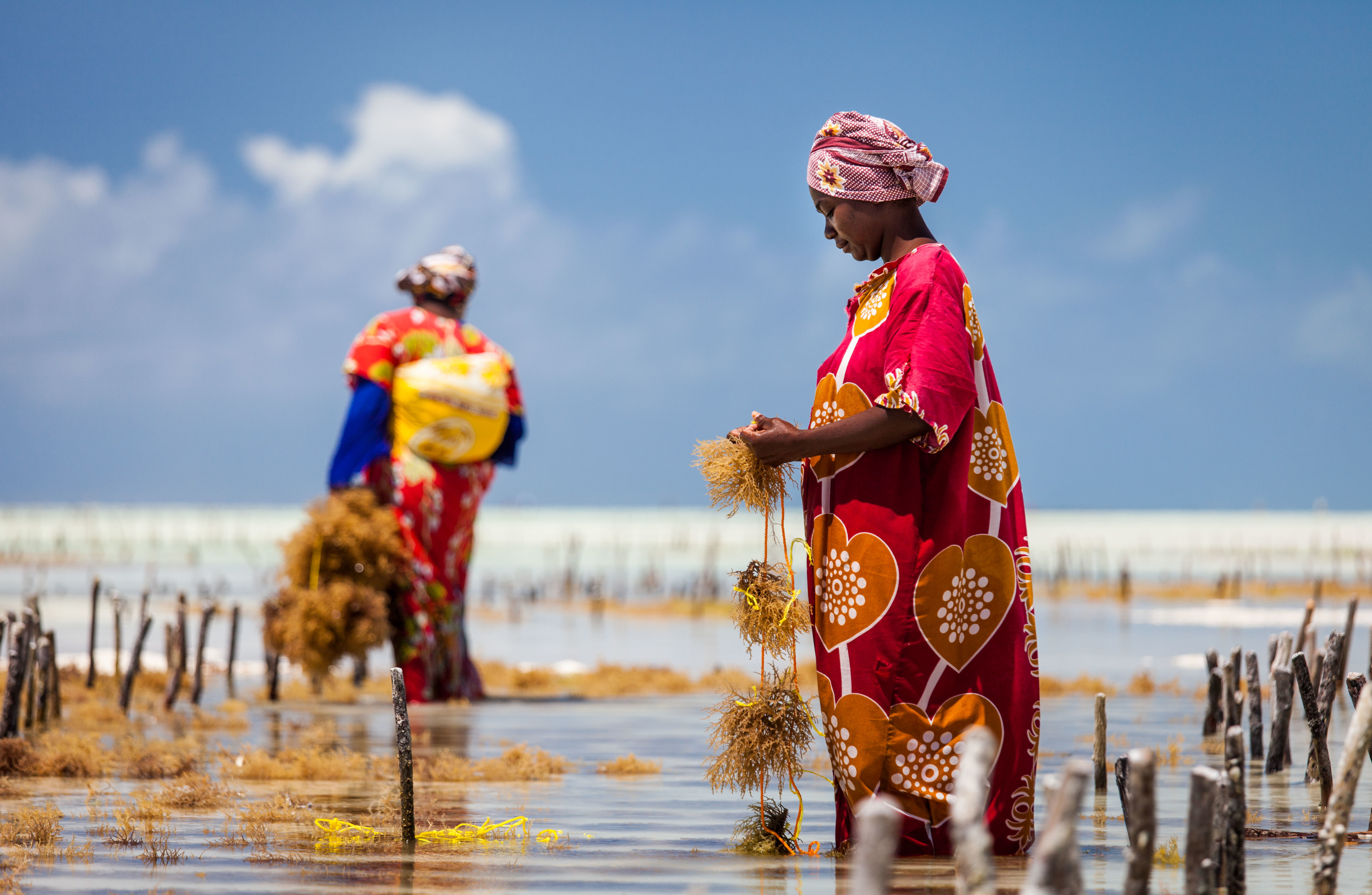
Femme ramassant des algues Eucheuma à Jambiani (Zanzibar).

Eucheuma se trouve généralement en dessous de la marée basse, poussant sur des zones de sable jusqu’à des fonds marins rocheux le long d’un récif corallien, où le mouvement de l’eau est lent à modéré.
Leur croissance est similaire à celle des espèces végétales terrestres. Eucheuma a une zone de croissance apicale, qui est également capable de se diviser pour former de nouvelles branches. Il montre aussi un cycle de vie trigénétique, composé d’un gamétophyte (n) (dioïque), d’un carposporophyte (2n), et d’un tétrasporophyte] (2n). Le stade gamétophytique et le stade sporophytique plus robuste sont importants pour le développement des algues marines, dont les caractéristiques permettent une régénération végétative accrue.

## Aspects commerciaux

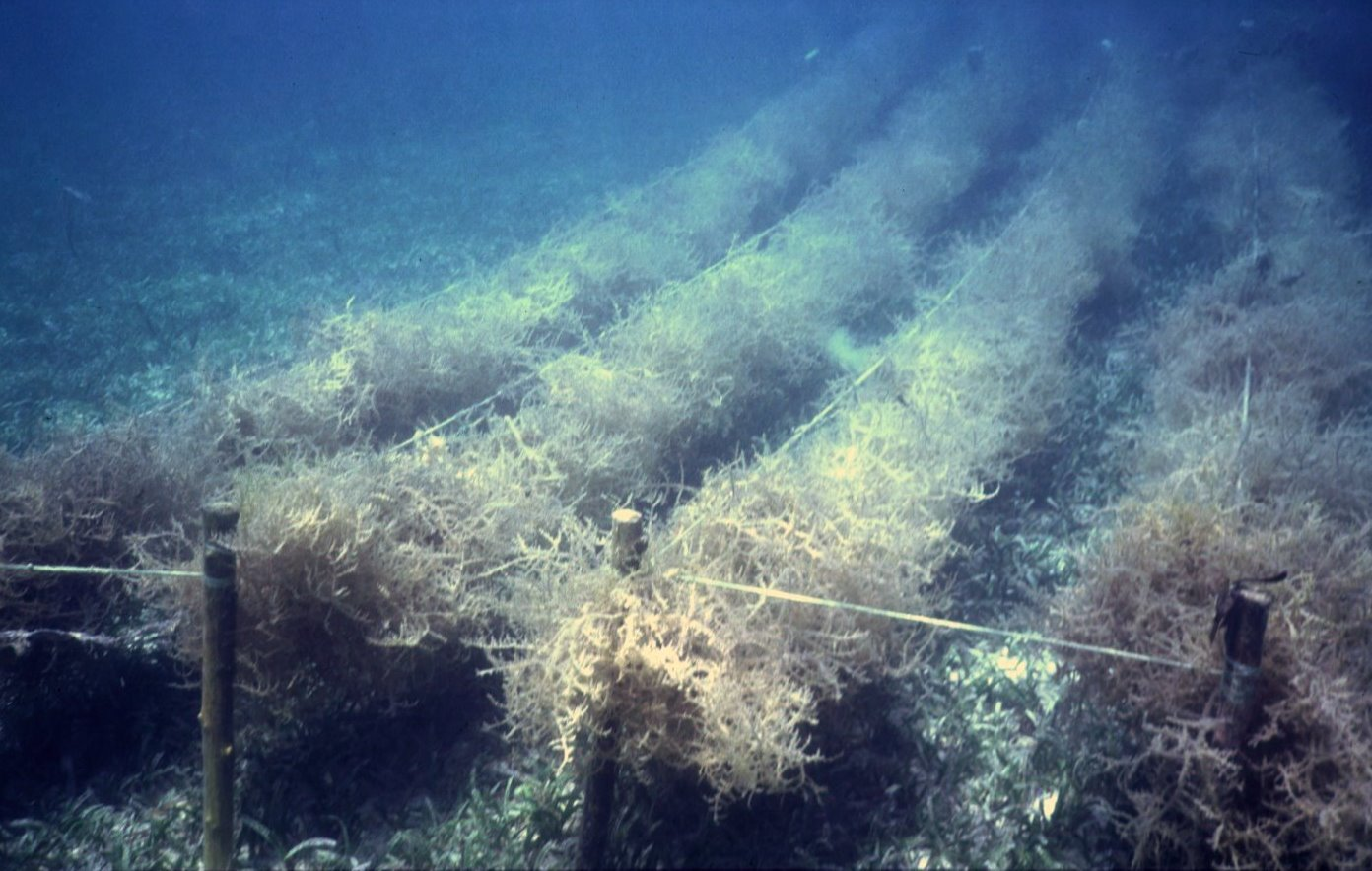
Eucheuma, vue sous-marine, Philippines

La culture commerciale d’Eucheuma est une source importante de revenus pour les habitants des pays en développement, où la production d’algues peut être une source durable de revenus avec des coûts environnementaux inférieurs à ceux d’autres secteurs de l’aquaculture. Comme Eucheuma est l’une des espèces d’algues marines les plus communes et à la croissance la plus rapide, ses aspects commerciaux sont visibles par de grandes quantités cultivées et récoltées sur de courtes périodes, possédant la capacité d’atteindre dix fois leur masse en 45 à 60 jours dans des environnements tropicaux chauds. Une fois récolté, le produit peut être séché, emballé, puis transporté pour l’extraction des carraghénanes ou utilisé directement comme nourriture.
Les principaux producteurs d’Eucheuma comprennent les Philippines (environ 92 % de la production mondiale totale ; statistiques 2005 de la FAO) et la Chine (environ 7 % de la production mondiale totale), suivi de la Tanzanie et de Kiribati. Cette représentation peut être biaisée car des pays comme l’Indonésie et la Malaisie, qui sont aussi d’importants producteurs de ces espèces, ne déclarent pas avec précision leur production à la FAO. Eucheuma est commercialement importante pour la croissance économique. La production annuelle moyenne d’algues marines séchées, y compris les autres groupes de plantes marines, a atteint près de 125 000 tonnes rien qu’aux Philippines en 2000-2004, pour une valeur d‘environ 139 millions de dollars américains.
Le livre de 1889, « The Useful Native Plants of Australia » (« Les pantes utiles d’Australie »), rapporte qu’Eucheuma speciosa était communément connue sous le nom de « Jelly Plant » en Australie occidentale et que « c’est une algue remarquable d’un caractère très gélatineux qui entre dans les arrangements culinaires des habitants de l’Australie occidentale pour faire de la gelée et d’autres aliments. Elle est collectée et jetée à terre à partir des eaux profondes. ».

## Culture
Les informations basées sur les caractéristiques morphologiques, l’empreinte ADN, et la croissance pendant les différentes saisons de culture sont utilisées pour faciliter la gestion des cultures, pour laquelle les espèces à forte croissance sont utilisées et collectées pour les stocks de semences, principalement des Philippines. Une fois que les jeunes algues ont été obtenues dans la nature, elles sont nettoyées afin de les débarrasser de la saleté et d’autres contaminants, puis elles sont transférées vers des sites de pépinières dans des boîtes de polystyrène avec des trous d’aération dans la partie supérieure, sans exposition au vent ni au soleil.
Le choix du site est important pour le développement de l’exploitation d’algues marines, et certains critères doivent d’abord être respectés afin d’optimiser la production. Ces critères comprennent le courant et les vagues pour permettre l’absorption des nutriments, une lumière suffisante mais non excessive pour permettre une photosynthèse optimale, une profondeur d’eau suffisante non entravée par une faible exposition à la marée, une température optimale de l’eau entre 27 et 30 degrés Celsius, des niveaux de salinité de 30-35 0/00 et des zones avec une faible présence d’herbivores, de micro-organismes, de limon en suspension et d’épiphytes. Les stocks de jeunes algues sont ensuite préparés en liant des boutures d’Eucheuma avec des matières plastiques souples puis en les accrochant à deux monolignes, une au fond et une flottante, reliées par des lignes de nylon parallèles les unes aux autres à des intervalles d’un mètre pour permettre aux courants d’eau de s’écouler. L’algue est ensuite récoltée 10 à 12 semaines après la plantation afin de permettre à la culture de pousser et d’augmenter sa teneur en carraghénanes.
La culture d’Eucheuma a soulevé certaines questions environnementales, principalement centrées sur l’écologie et la biodiversité des milieux côtiers. L‘écologie des sites de culture d’Eucheuma peut être caractérisée par le surpeuplement, car d‘autres fermiers peuvent être attirées par le site de culture, ce qui finit par dépasser la capacité de l’environnement. Cela peut à son tour modifier l’hydrologie globale de la région, et avoir des répercussions sur d’autres espèces présentes. La pollution domestique due à l’élimination des déchets agricoles peut également avoir un impact sur l’environnement proche.

## Liste d'espèces
Selon AlgaeBase (5 juillet 2018) :
- Eucheuma adhaerens Weber-van Bosse
- Eucheuma amakusaense Okamura
- Eucheuma arnoldii Weber-van Bosse
- Eucheuma cartilagineum
- Eucheuma cervicorne Weber-van Bosse
- Eucheuma chondriforme J.Agardh
- Eucheuma condriforme J.Agardh
- Eucheuma crassum Zanardini
- Eucheuma crustiforme Weber-van Bosse
- Eucheuma deformans P.W.Gabrielson & Kraft
- Eucheuma denticulatum (N.L.Burman) Collins & Hervey
- Eucheuma dichotomum Weber-van Bosse
- Eucheuma edule (Kützing) Weber-van Bosse
- Eucheuma horizontale Weber-van Bosse
- Eucheuma horridum J.Agardh
- Eucheuma isiforme (C.Agardh) J.Agardh
- Eucheuma johnstonii Setchell & Gardner
- Eucheuma jugatum J.Agardh
- Eucheuma kraftianum Doty
- Eucheuma leeuwenii Weber-van Bosse
- Eucheuma nodulosum Areschoug
- Eucheuma nudum J.Agardh
- Eucheuma odontophorum Børgesen
- Eucheuma perplexum Doty
- Eucheuma platycladum F.Schmitz
- Eucheuma serra (J.Agardh) J.Agardh
- Eucheuma simplex Weber-van Bosse
- Eucheuma sonderi Harvey
- Eucheuma vermiculare Weber-van Bosse
- Eucheuma xishaensis Kuang Mei & Xia

Selon BioLib (5 juillet 2018) :
- Eucheuma acanthocladum
- Eucheuma denticulatum (N.L. Burman) F.S. Collins & Hervey
- Eucheuma echinocarpum
- Eucheuma gelidium (J. Agardh) J. Agardh
- Eucheuma isiforme
- Eucheuma nudum

Selon ITIS (5 juillet 2018) :
- Eucheuma acanthocladum
- Eucheuma echinocarpum
- Eucheuma gelidium (J. Agardh) J. Agardh
- Eucheuma isiforme
- Eucheuma nudum

Selon World Register of Marine Species (5 juillet 2018) :
- Eucheuma amakusaense Okamura, 1902
- Eucheuma arnoldii Weber-van Bosse, 1928
- Eucheuma cartilagineum
- Eucheuma cervicorne Weber-van Bosse, 1928
- Eucheuma chondriforme J.Agardh, 1885
- Eucheuma condriforme J.Agardh
- Eucheuma crassum Zanardini, 1878
- Eucheuma crustiforme Weber-van Bosse, 1928
- Eucheuma deformans P.W.Gabrielson & Kraft
- Eucheuma denticulatum (N.L.Burman) F.S.Collins & Hervey, 1917
- Eucheuma edule (Kützing) Weber-van Bosse, 1926
- Eucheuma horizontale Weber-van Bosse, 1928
- Eucheuma horridum J.Agardh, 1852
- Eucheuma isiforme (C.Agardh) J.Agardh, 1847
- Eucheuma johnstonii Setchell & Gardner, 1924
- Eucheuma jugatum J.Agardh, 1892
- Eucheuma kraftianum Doty, 1988
- Eucheuma leeuwenii Weber-van Bosse, 1928
- Eucheuma nodulosum Areschoug, 1854
- Eucheuma odontophorum Børgesen, 1943
- Eucheuma perplexum Doty, 1988
- Eucheuma platycladum F.Schmitz, 1895
- Eucheuma serra (J.Agardh) J.Agardh, 1847
- Eucheuma xishaensis Kuang Mei & Xia, 1999